# Dasychira nora
Dasychira nora är en fjärilsart som beskrevs av Arnold Pagenstecher 1903. Dasychira nora ingår i släktet Dasychira och familjen tofsspinnare. Inga underarter finns listade i Catalogue of Life.